# ラルフ・ローレン
ラルフ・ローレン（Ralph Lauren, KBE、1939年10月14日 - ）、本名：ラルフ・ルーベン・リフシッツ（Ralph Rueben Lifshitz）は、米国ニューヨーク出身のファッションデザイナー、また彼が設立したファッションブランド。

## 概要

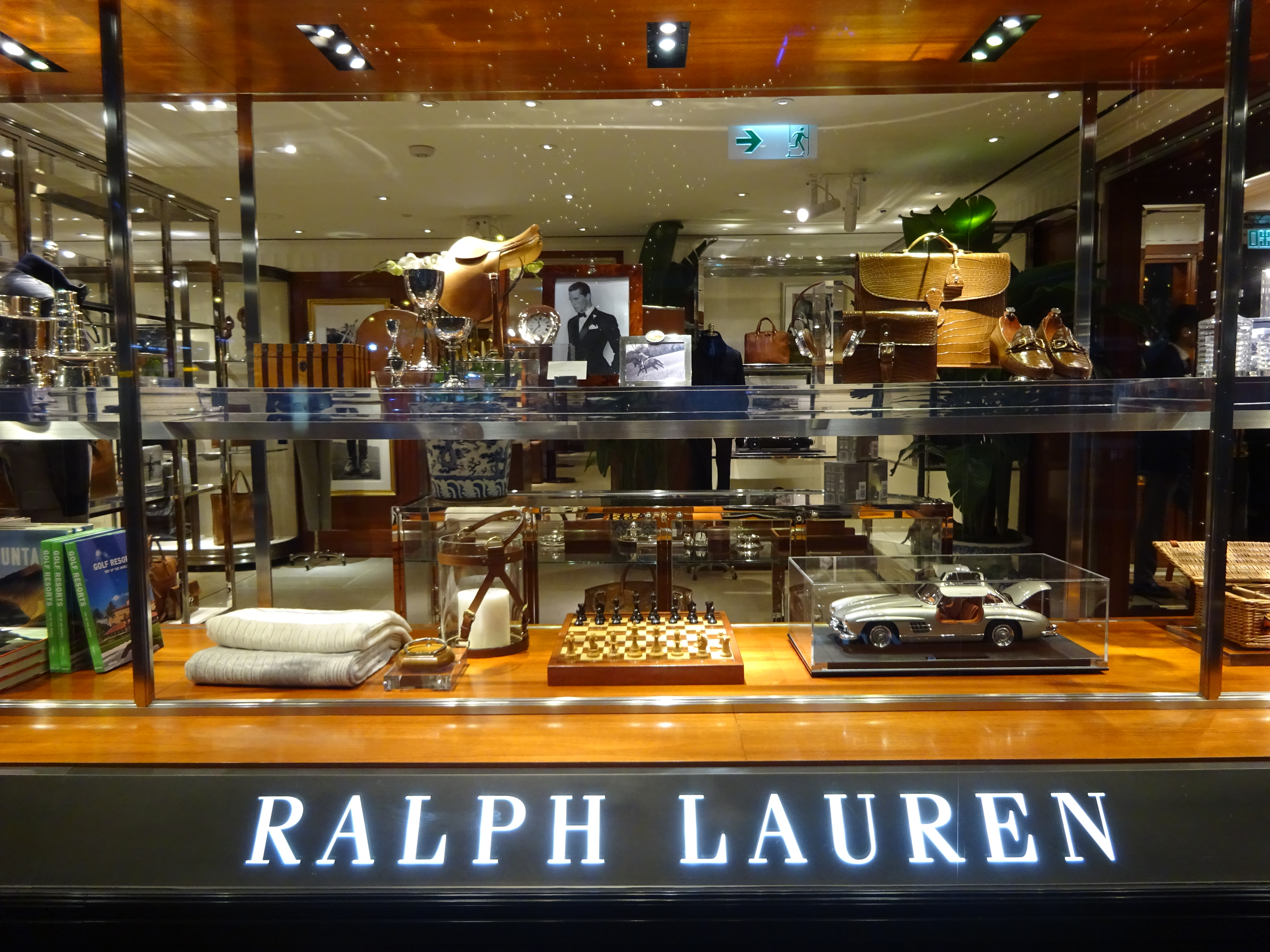
ラルフ・ローレンのロゴとショップ・ウィンドウ (香港)

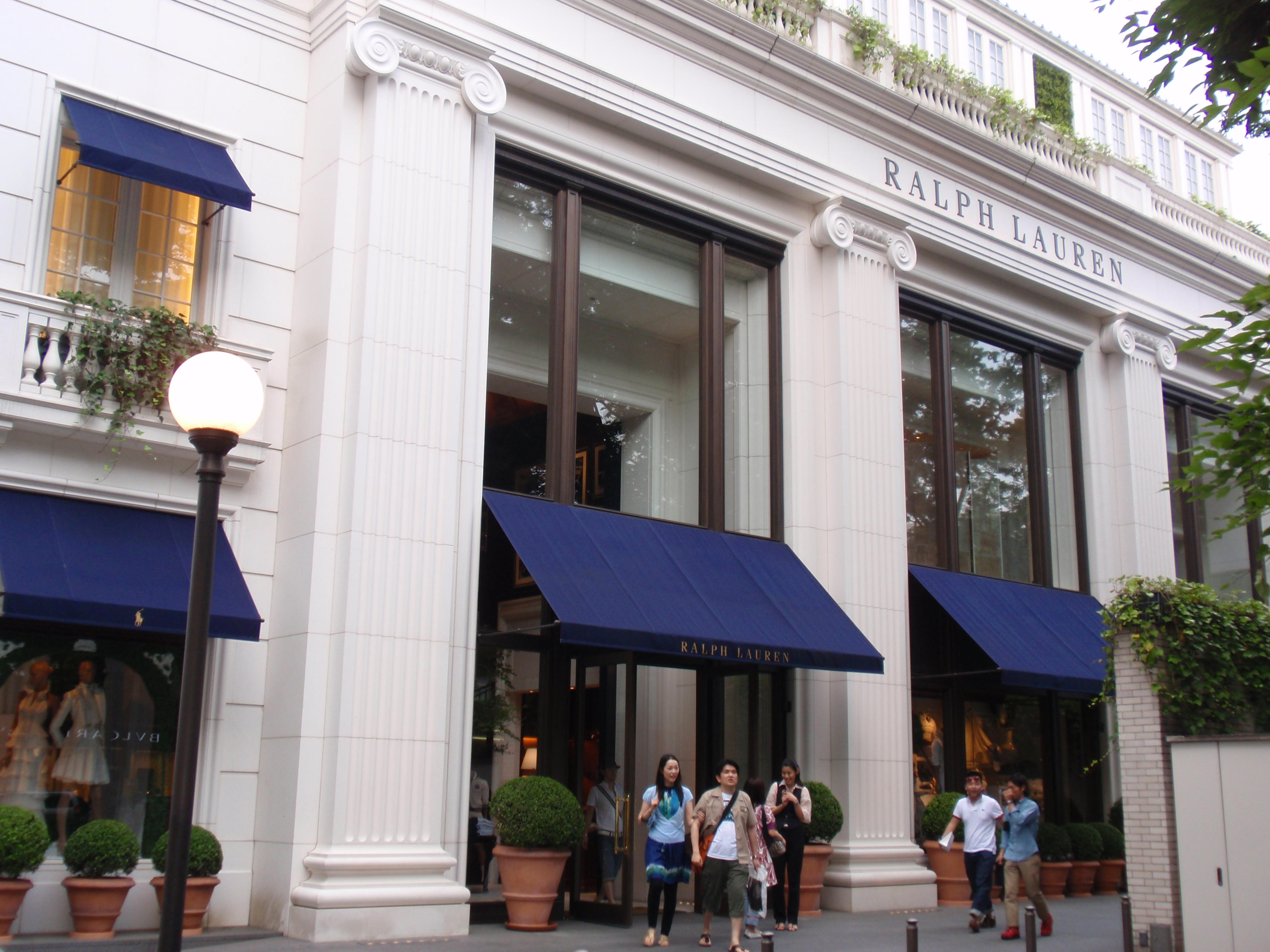
ラルフ ローレン表参道（直営店）

企業としてのラルフ・ローレンは、特に高級スーツやポロシャツなどのメンズウェアでその名を知られ、ブルックス・ブラザーズと並ぶアメリカン・トラディショナル（アメトラ）の代表的存在とされている。通称「ラルフ」、「ポロ」。
オリンピックアメリカ合衆国代表のユニフォームも複数の大会で手掛けている。ジュエリー、時計部門は、リシュモングループの傘下にある。

## 経歴
1939年、ニューヨークのブロンクス区に、ベラルーシ系アシュケナージ・ユダヤ人の移民で家屋塗装業を営むフランク・リフシッツ (Frank Lifshitz) とフレイドル・コトラー (Fraydl Kotlar) の間に生まれた。
ニューヨーク市立大学バルーク校にて2年間ビジネスを学ぶが中退。1962年から1964年までアメリカ陸軍に入隊。除隊後、セールスマンとしてブルックス・ブラザーズに勤務。
1967年、ネクタイメーカーのボー・ボランメル社にデザイナーとして入社。幅広のネクタイをデザインし、若者に支持される。
1968年、ノーマン・ヒルトンの財政的支援のもと独立し、「ポロ・ファツションズ」を設立し、自身のブランド「ポロ (Polo)」をスタート。
1970年と1973年に、服飾業界の名誉ある賞「コティ賞」を受賞。
1971年から婦人服も手がけ始めた。
1974年、映画『華麗なるギャツビー』の主演のロバート・レッドフォードの衣装デザインを担当。
1977年、映画『アニー・ホール』にてヒロインのダイアン・キートンがラルフ・ローレンの衣装を着用し、“アニー・ホール・ルック”として一世を風靡する。
1986年、パリにアメリカ人デザイナー初の路面店をオープン。
1992年、国際ヨットレースで有名なアメリカズカップにスポンサードし、アメリカチームにユニフォームを提供。同年、アメリカのファッションデザイナー協議会で、オードリー・ヘップバーンから功労賞を受賞。
1997年、公開企業となり、ニューヨーク証券取引所に上場。
1999年、ラルフ・ローレンが手掛ける初のレストラン「RL Restaurant」をシカゴにオープン。
ラルフ・ローレン事業部を立上げていた西武百貨店による100％出資で、2002年11月に「株式会社ポロ・ラルフ ローレン ジャパン」が設立（1990年代に存在した同名会社とは別）。代表取締役は檜山俊夫。
2004年10月15日、アメリカのポロ・ラルフ・ローレン・コーポレーション社100％出資による、「ラルフ・ローレン・リテール・ジャパン有限会社」が設立される。同社はラルフ・ローレンの日本直営店や、アウトレットのファクトリーストアを運営。
2006年3月30日、東京・表参道にアジアのフラッグシップストアとなる「ラルフ ローレン表参道（RALPH LAUREN Omotesando）」をオープン。白壁で造られた佇まいから、ブランドファンの間では「ホワイトハウス」の愛称で親しまれるようになった。後に銀座にも路面店を開店。
2007年時点で、ラルフ・ローレンはアメリカ国内に35か所以上のブティックを所有。そのうち23か所ではラルフ・ローレン・パープル・レーベルも扱っていた。
2009年4月、日本でラルフ・ローレンブランドを展開していた株式会社ポロ・ラルフ ローレン ジャパン、ラルフ・ローレン・リテール・ジャパン有限会社、ほかオンワード系等の4社が統合され、「ラルフローレン株式会社」が設立される。（初代代表取締役：エドワード・コール、2014年からの2代目代表取締役：アレッサンドロ・ラニョーロ、3目代表取締役：ジェイ・キンプトン）
同年、広告に起用したモデルの写真に過剰なデジタル修正を施していたことが話題となり、これについて、「女性の体型についての歪んだイメージで写真を修正したことに責任を感じている」との旨の謝罪を行った。問題となった専属モデルはフィリッパ・ハミルトンで、「太りすぎている」との理由からラルフ・ローレンから解雇されていたことも明らかとなっている。
2010年、パリのサンジェルマン＝デ＝プレにあるラルフ・ローレンショップ内に、レストラン「Ralph's」をオープン。
2012年9月29日、「DENIM & SUPPLY」が原宿のキャットストリートに日本初（世界では2番目）となるフラッグシップストアをオープン。
2013年11月14日、「ラルフ ローレン表参道」に併設されていた「RUGBY RALPH LAUREN CAT STREET」の跡地に、「RRL」の日本初となるフラッグシップストア「RRL表参道」がオープン。
2014年9月、高級ブティックが軒を連ねるニューヨークの5番街に、「POLO RALPH LAUREN（ポロ ラルフ ローレン）」レーベル初のフラッグシップストア「POLO RALPH LAUREN Flag Ship Store（2015年までの名称：Polo by Ralph Lauren Flag Ship Store）」がオープン。その2Fには、ラルフ・ローレンが手掛ける初のカフェ「Ralph's Coffee」も同時オープンした。
2014年9月30日、中国での初のラルフ・ローレンのフラッグシップストアを、香港・銅鑼湾（コーズウェイベイ）にあるショッピングセンター「ザ・リーガーデンズ」内にオープン。
2015年1月9日、ニューヨーク5番街の「Polo by Ralph Lauren Flag Ship Store」に隣接した場所に、レストランBar「THE POLO BAR」をオープン。1階がバー、地下1階がレストラン。看板メニューは「POLO BARバーガー」。
2015年、クリストファー・ピーターソン最高財務責任者 兼 副社長が、グローバル・ブランド・プレジデントに昇格。
2015年11月、創業者のラルフ・ローレンがプレジデント（社長）、およびCEO（最高経営責任者）を退任し、H&M及びオールド・ネイビー出身のステファン・ラーソンが新社長 兼 CEOに就任。これにより、ラルフ・ローレンはエグゼクティブ・チェアマン（常勤の代表取締役会長） 兼 チーフ・クリエイティブ・オフィサーとなる。
2016年6月、アメリカのポロ・ラルフ・ローレン・コーポレーションは1億8000万〜2億2000万ドル（181億〜222億円）の経費節減を図るために、大規模な事業再編を実施。正社員の8%に当たる約1,000人をリストラし、更に米国内の約50店舗を閉鎖することを発表。
2016年9月、「POLO RALPH LAUREN（ポロ ラルフ ローレン）」が、ロンドンのリージェント・ストリートにヨーロッパ初のフラッグシップストアをオープン。
2016年度の英国ファッション協会主催「Fashion Awards（ファッション・アワード）」にて、Outstanding Achievement Award（功労賞）を、会長のラルフ・ローレンが受賞。
2017年2月2日、社長 兼 CEOのステファン・ラーソンが在籍わずか1年半で、同年5月1日付で退任することを発表。創業者であるラルフ・ローレンとの間にクリエイティブ面での対立があったことを説明した。ラーソンは退社に伴い、退職金1000万ドル（約11億2800万円）を受け取るほか、向こう2年間、医療保険の給付を受けることも発表された。
2017年2月16日、 EXILEのAKIRAが、アジア人初となるラルフ・ローレンのアンバサダー、公式イメージモデルに選ばれる。ラルフのヴィンテージの服を着ているAKIRAの自費出版の写真集がラルフ・ローレン会長の目に留まって指名された。
2017年4月4日、アメリカのポロ・ラルフ・ローレン・コーポレーションは前年に続き、人員削減やオフィスの見直しなどを進めて年間1億4千万ドル（約155億円）の経費削減を見込んで、インターネット販売の方を強化するため、ニューヨーク・マンハッタンの中心地「5番街」にあるフラッグシップ路面店を同月15日に閉鎖すると発表。米国を代表する名門ブランドの5番街からの撤退は、米国内で大きく報じられて話題を呼んだ。5番街には、低価格なファストファッションブランドの路面店が次々に現れたことが原因で、価格の高いラルフ・ローレンは業績不振が続いていた。
2017年7月17日付で、社長 兼 CEOに、元「P&G」でブランド事業に25年間携わった経験を持つパトリス・ルーヴェ（Patrice Louvet）が就任。
2017年7月23日、原宿キャットストリートの「DENIM & SUPPLY」のフラッグシップストアが閉店。そして跡地に、「POLO RALPH LAUREN CAT STREET」が同年9月8日にオープン。さらに9月12日には代官山、9月15日には神戸と心斎橋にもPOLO RALPH LAURENの路面店をオープン。
2018年9月7日、ブランド創立50周年記念のショーを、マンハッタンのセントラル・パークにあるベセスダ・テラスにて開催。ヒラリー・クリントン、スティーヴン・スピルバーグ、ロバート・デ・ニーロ、アン・ハサウェイ、シェリル・クロウ、カニエ・ウエストなど、多数の著名人もゲストに迎えた。また、当日行われたファッションショーでは、EXILEのAKIRAもモデルとしてランウェイに参加した。
2018年11月22日、ラルフ ローレン表参道がリニューアルオープン。キッズやベビーの商品を扱うコーナー「ポロ ラルフ ローレン チルドレン」、カスタマイズコーナーの「CYO（Create Your Own）」が新たに加わった他、それまでは店の外で移動車で営業していたカフェ「Ralph's Coffee」が、店内に常設された。
2018年11月、ラルフ・ローレン会長がイギリスの名誉大英帝国勲章「KBE」を受勲することが決定。2019年に行われる叙勲式で、エリザベス女王の代理人から紀章が贈られる。
2018年12月、GENERATIONS from EXILE TRIBEの白濱亜嵐と片寄涼太が、ブルーレーベルのLIMITED EDITION「WINTER STADIUM COLLECTION」の広告モデルを務める。
2019年1月25日、最先端テクノロジーの機能「RL HEAT」が登場。専用のRL HEATアプリでコントロール出来るヒーティングシステムで、ダウンジャケットに搭載。
ブルックリンでDOUBLE RLと店舗が隣り同士という縁から深い親交のあったヘアサロン「LUDLOW BLUNT」とコラボレーションし、2019年3月15日、有楽町・阪急メンズ館7Fにて、DOUBLE RLとLUDLOW BLUNTを併設した店舗「DOUBLE RL WITH LUDLOW BLUNT」がオープンした。
2019年6月10日、京都市中京区河原町通に、CYOカスタムショップも備えた「ポロ ラルフ ローレン 京都BAL」がオープンし、同年7月上旬には「ラルフズ コーヒー」の国内2店舗目も併設でオープンする予定。
ローレンのファッション業界への貢献が認められ、2019年6月、バッキンガム宮殿で行われた非公開の叙勲式において、「名誉最優秀大英帝国勲章 KBE（ナイト・コマンダー）」の名誉ナイト勲章が授与された。アメリカ人のファッションデザイナーが名誉ナイトの称号を授与されるのは初となる。
2025年1月4日、ジョー・バイデン大統領から大統領自由勲章が授与された。ファッションデザイナーとしては初の受賞。

## 人物
1968年、リッキー・ロービアと結婚。
ローレン自身は、デザイン画を描くことが苦手だと明かしており、自分はデザイナーではなく自分の持つコンセプトをデザイナーへ提案する人、コンセプターであると称している。

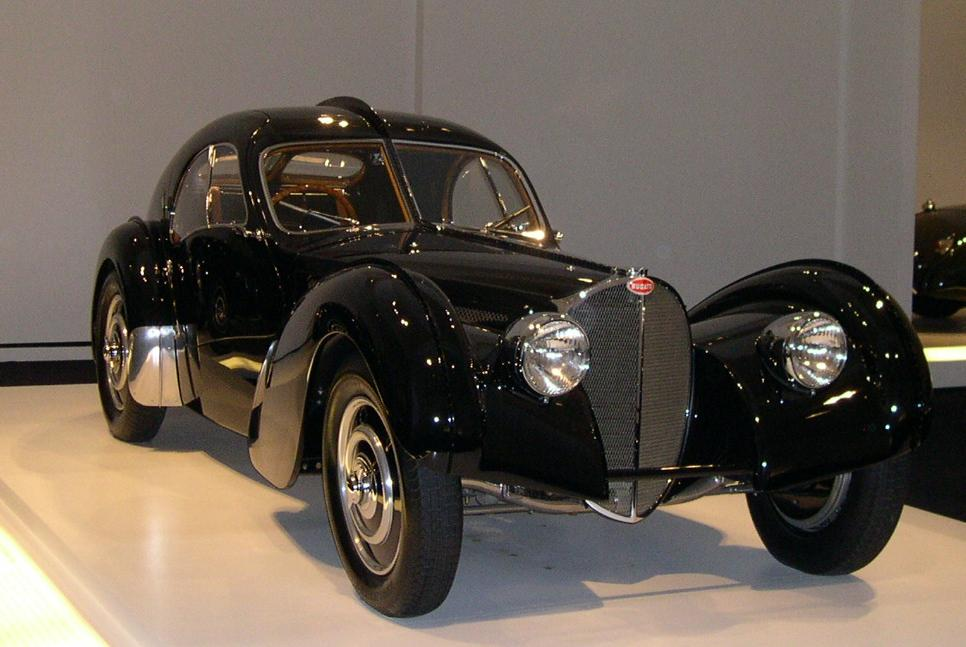
ラルフ・ローレン所有のブガッティ・タイプ57SCアトランティーク・クーペ

自動車コレクターとして知られ、その膨大かつ希少なコレクションは総額6億ドル以上になると推定されている。なかでもペブルビーチとヴィラ・デステの2大コンクール・デレガンスで優勝を果たした1938年製のブガッティ・タイプ57SCアトランティーク・クーペは、ローレン自身がおそらく世界で最も美しい車であろうと述べるほど愛好している一台であり、この車からインスパイアを受けた腕時計「オートモーティブ・コレクション」もブランドで展開されている。
アンティークウォッチのコレクターとしても知られており、初期のオフィチーネ・パネライと50年代のカルティエを好んで収集している。

## ブランドライン
1991年、ラルフ・ローレンは若きデザイナー、マイケル・タピア（Michael Tapia）を採用。翌1992年春には、1920年代〜1930年代のアメリカのスポーツ選手が着用したユニフォームからインスピレーションを得て、夏のバルセロナオリンピックのアメリカ代表チームの公式ユニフォームとしてデザインしたコレクション「STADIUM 1992」を発表。マイケルが次々に手掛ける斬新でスポーティーでカラフルなデザイン（以下の歴代のロゴの★マークを参照）は、それまでのラルフ・ローレンのデザインとは一線を画すものであり、一気にラルフ人気が高まることとなった。 マイケルによるPOPなデザインは他のブランドにも影響を及ぼし、トミー・ヒルフィガー、ノーティカなどが踏襲。中でもトミー・ヒルフィガーは最も影響を受け、マイケルと同じカラーリングを多数模倣した。ジェリー・コスビーも、カーゴパンツのサイドポケットのフラップ部分に、マイケル・タピア考案の「アメリカ国旗入りPOLO SPORTロゴ」のデザインをそのまま引用している。
1990年代以前のアイテムは「VINTAGE POLO」（通称：ヴィンポロ）と呼ばれ、プレミア化している。

### メンズ & レディース (現行)
- POLO RALPH LAUREN （ポロ ラルフ ローレン）

通称：Blue Label （ブルー レーベル）。ポニーのロゴマークで知られる、最も普及されて主軸となっている定番ライン。キッズも展開。
1. 当初は「Polo by Ralph Lauren」の表記でメンズ&キッズのラインだったが、ブルーレーベルのレディースラインだった「RALPH LAUREN」と共に、2015年に「POLO RALPH LAUREN」として集約された。
2. 現在の布タグは、薄いブルー地に黄色の大文字で「POLO RALPH LAUREN」と表記されているが、2015年以前の布タグは、紺色地にシルバーまたは白文字で「Polo by Ralph Lauren」と表記されていた。
3. 「Polo by」の部分が表記されていないタグも存在したが、その場合は「Ralph」と「Lauren」の文字の間にポニーロゴがあった。この他、「by」だけが無く、「Polo （ポニーロゴ） Ralph Lauren」という文字順のタグも存在した。
4. ブルーレーベルシリーズでも、ボーイズサイズのものの中には布タグの色が紺色ではなく緑色のものがあった。
5. 同じくブルーレーベルの中でも、デニムやダンガリー素材を使ったアイテムには、生地の青色に対してラベルを際立たせる為に、青色ではなく白い大きめのラベルが使用されたものも存在する。さらにダンガリーシャツの中には、ラベルではなく赤色の刺繍で、内側に「Ralph（ポニーロゴ）Lauren」と縫われたものも存在する。

- - POLO CHINO （ポロ チノ）
POLO RALPH LAURENラインの一部で、チノ・クロス素材のアイテムに使われる名称。
  - POLO CORDS （ポロ コーズ）
POLO RALPH LAURENラインの一部で、コーデュロイ素材のアイテムに使われる名称。
  - PERFORMANCE （パフォーマンス）
POLO RALPH LAURENラインの一部で、ポリエステル素材を混合させた生地で作られたシリーズ。1年間だけ復活していた時期のPOLO SPORTラインでも展開していた。
  - LIMITED EDITION （リミテッド エディション）
POLO RALPH LAURENラインで散発的にリリースされる期間限定もののコレクション。全く新しいデザインのものから、昔のデザインをオマージュした復刻もの、そしてコラボレーション企画のものまで、様々なコレクションが存在する。 復刻コレクションは、パトリス・ルーヴェがラルフ・ローレンの新プレジデント 兼 CEOに就任したのを機に、2017年の夏から立て続けにリリースされているが、いずれもシルエットが現代風に細めに変更されていたり、デザインもオリジナルとは微妙に違っていたりするため、オリジナルを完全に復元したものではない。 また、復刻コレクションの場合の布タグは、2015年以降であっても敢えて紺色地にシルバーまたは白文字の旧タグが使用されることもある。
  - LIMITED EDITION以外でも、他ブランドとのコラボレーション企画が、POLO RALPH LAURENラインにて時々行われている。
- CLUB MONACO （クラブ モナコ）
1985年に登場。
- RRL （ダブル アール エル）
通称：ダブルアール。POLO COUNTRYの後継ラインとして1993年に登場。ヴィンテージ感を追求したライン。誕生のきっかけは、ヴィンテージマニアとしても有名なラルフ・ローレンが、ヨーロッパでリーバイスのヴィンテージものを買おうとしたが、既に日本人バイヤーによって買い占められていた。これを残念に思ったラルフ・ローレンは、「それならば自分自身でヴィンテージスタイルを作ろう」と決意し、RRLラインをスタートさせた。 RRLのネーミングは、コロラド州に所有する「RRL牧場」（ラルフ・ローレンと、妻・リッキーの頭文字を取って名付けられた牧場）をそのまま使用した。 日本へも1994年に上陸し、多くのファンを獲得して大流行となる。しかしラルフ・ローレンが描いていたコンセプトとは大きくかけ離れ、服の作りが大きかったことと、価格帯も低かったために、アメリカでも日本でもオーバーサイズのストリートファッションとして着られるようになっていた。これを不服に思ったラルフ・ローレンは、1998年秋より生産中止の処置を取る。しかしその後、ヨーロッパと日本の強い要望に応え、2001年に復活を果たした。復活後のRRLはサイズ感が小さくなり、価格帯も高額に設定された。ただし、復活前の第一期RRLの方が、布タグの両脇に星が3つずつ並んでいるため「三ツ星タグ」と呼ばれ、古着業界では価値が高い。 2005年にニューヨークにて待望のオンリーショップ、2006年には東京・表参道に誕生したラルフ・ローレンのフラッグシップストア「ラルフ ローレン表参道」内に「RRLギャラリー」が登場。 更に2013年11月14日には、ラルフ　ローレン表参道に併設されていた「RUGBY RALPH LAUREN CAT STREET」の跡地に、RRLの日本初となるフラッグシップストア「RRL表参道」がオープンした。生産数に限りがあるものや、作りが細かいものが多く、コレクターを魅了している。
  - DOUBLE RL LIMITED EDITION （ダブル アール エル リミテッド エディション）
RRLにてたまにリリースされる期間限定もののコレクション。Polo Westernのアイテムの復刻なども行っている。
- RLX GOLF （アール エル エックス ゴルフ）
RLXのゴルフ用セカンドライン。但しライン名はRLX GOLFでも、衣服に付いているロゴや布タグ表記は「RLX」のみ。
- PINK PONY （ピンク ポニー）
2000年に、がん治療・がん研究のための基金として立ち上げられたラインで、ピンク色のポニーロゴがトレードマーク。毎年10月1日に全世界のRALPH LAURENがチャリティーイベントを開催する。日本では、千代田区永田町の「ラルフローレン株式会社」の本社から丸の内までの距離を、PINK PONYのTシャツを着た上でウォーキングが行われる。
- RALPH LAUREN VINTAGE （ラルフ ローレン ヴィンテージ）
ラルフ・ローレンが他のブランドからセレクトした古着シリーズ。ラングラー、ボルサリーノ、レッドウィングなど、様々なブランドの大昔の良質なアイテムを取り扱っている。
- PERSONALIZATION （パーソナライゼーション）
ラルフ・ローレンの衣類、食器、寝具、フレグランスなどに、イニシャルを入れたりなどのカスタムオーダーが出来るライン。
- CYO （シーワイオー）
正式名称：CREATE YOUR OWN（クリエイト ユア オウン）。衣類に刺繍やパッチなど、自分好みのデザインを選び、カスタマイズが出来るサービス。日本国内では「ラルフ ローレン表参道」で展開。

### メンズオンリー (現行)
- POLO GOLF （ポロ ゴルフ）
Polo by Ralph LaurenやPOLO SPORTのゴルフ用サブライン。1994年に日本に初上陸。
- Purple Label （パープル レーベル）
1994年に登場。Black Labelよりも更に上級に位置する富裕層向けの"最上級ファーストライン"で、全てイタリア製。最高級のファブリック（布地）を使用。布タグは紫地で、表記は「Ralph Lauren」のみ。 但し、初期のパープルレーベルはメンズ&レディースのラインで、布タグ表記は「Ralph」と「Lauren」の文字の間にポニーロゴがあり、生産国もイタリアではなくアメリカだった。
- BIG & TALL
ビッグサイズ専門のライン。

### レディースオンリー (現行)
- LAUREN （ローレン）
1971年に登場。
  - LAUREN PETITE （ローレン ペティート）
ローレンのセカンドラン。ローレンよりも少し小さめな作り。
- RALPH LAUREN GOLF （ラルフ ローレン ゴルフ）
1998年に登場。POLO GOLFのレディースライン。但し日本における同ラインではメンズのアイテムも展開されている。
- RALPH LAUREN TENNIS （ラルフ ローレン テニス）
- RLX TENNIS （アール エル エックス テニス）
RLXのテニス用セカンドライン。
- RALPH LAUREN COLLECTION （ラルフ ローレン コレクション）
レディースの最上級ファーストライン。Purple Labelのレディースラインに当たり、同じく全てイタリア製で布タグの色も紫色。

### フレグランス (現行)
メンズ
- Polo （緑色のボトルが特徴）
- SAFARI （サファリ。1992年に登場）
- POLO SPORT （ポロ スポーツ。1993年に登場）
- ROMANCE （ロマンス）
- ROMANCE SILVER （ロマンス シルバー）
- POLO BLACK （ポロ ブラック）
- POLO DOUBLE BLACK （ポロ ダブル ブラック。2006年に登場）
- POLO RED （ポロ レッド）
- POLO BLUE （ポロ ブルー）
- POLO BLUE SPORT （ポロ ブルー スポーツ。2012年に登場）
- THE BIG PONY COLLECTION （ザ ビッグ ポニー コレクション。2012年に登場。全4種）

レディース
- Lauren （ローレン。1978年に登場）
- Safari （サファリ。1990年に登場）
- ROMANCE （ロマンス。1998年に登場。2008年には年度リミテッド・ヴァージョンも発売された）
- MIDNIGHT ROMANCE （ミッドナイト ロマンス）
- THE BIG PONY COLLECTION （ザ ビッグ ポニー コレクション。2012年に登場。全4種）
- GLAMOUROUS （グラマラス。ペネロペ・クルスの愛用香水）
- GLAMOUROUS DAYLIGHT （グラマラス デイライト）
- RALPH （ラルフ）
- Ralph Lauren Blue （ラルフ ローレン ブルー）

### 終了したメンズ & レディース
- POLO SPORT （ポロ スポーツ）
通称：ポロスポ。1993年にデザイナーのマイケル・タピア（Michael Tapia）の手によってメンズ、レディース、キッズのラインとして誕生。その後、レディースものは「RALPH LAUREN POLO SPORT」として分離。また、POLO SPORTラインでも極まれにスモールポニーロゴが使われた服が存在する。
1998年にRLX（メンズ&レディース）に統合されて一旦終了。しかしこのわずか5年の間にリリースされたポロスポのアイテムは、そのPOPなデザイン性から非常に人気があり、ブランドライン終了後も古着業界にて需要が高く、2015年秋にメンズ、レディース、キッズの3種類で復活した。これに伴い、今度はRLX（メンズ&レディース）の方がPOLO SPORTに逆統合されて終了。 しかし、かつてのPOLO SPORTにはロゴマークが複数あり、その中でもアメリカ国旗マーク付きのロゴデザインが非常に人気が高かったが、復活後のPOLO SPORTは国旗マークが無い方のデザインを採用してしまったため、かつての人気を得ることが出来ずに業績不振にあえぎ、2016年秋冬モデルを最後に、復活からわずか1年で再終了。以降は売れ残り品のみの販売となった。 なお、「POLO SPORT」の名称で安定した人気を持つ香水があるが、これはあくまでも香水の品種としての名称なので、アパレルのPOLO SPORTラインが終了しても香水だけは継続販売している。
  - THE POLOTECH™ SHIRT （ザ ポロテック シャツ）
テニスの全米オープン用に2014年8月に登場。心拍数などのデータをクラウド上に転送できるセンサー付きのハイテクTシャツ。その後、POLO SPORTラインにて販売開始。但しこのシャツはラルフ・ローレンの自社開発技術ではなく、カナダ、モントリオールに本社を構えるベンチャー企業、OMsignal社の技術提供によって制作されたものであった。
- POLO JEANS COMPANY （ポロ ジーンズ カンパニー）
通称：ポロジン。1996年に登場。ラルフ・ローレンが息子の世代のために作ったヤングとキッズ向けジーンズカジュアルラインで、メンズ、レディース、キッズが存在した。メンズに関しては服の作りが大きめで、最初からオーバーサイズで着てもらうことをコンセプトに作られていた。最初はPOLO SPORTラインの中の一デザイン、デニム部門としての登場だった。そのため、内側のタグはPOLO SPORTなのに外側のデザインはPOLO JEANSというものが存在する。間もなくしてPOLO JEANS COMPANYラインとして独立したが、独立直後には、内側のタグはPOLO JEANSなのに外側のデザインはPOLO SPORTという逆のパターンのものも少量生産された。2007年に終了。
- RLX （アール エル エックス）
1998年、POLO SPORTよりも更にテクニカルな機能を追及したスポーツウェアラインとして、当初は「RLX POLO SPORT」の名で登場。ライン名の由来は「エクストリーム （Extreme）」の「X」。POLO SPORTは同ラインに統合。しかし、POLO SPORTが2015年秋に復活したことにより、今度はRLXの方がPOLO SPORTに逆統合され、同年秋冬モデルを最後に終了となった。その後、POLO SPORTが2016年の秋冬モデルを最後に再び終了となったため、RLXも同じ2016年秋冬モデルでのみ限定的に復活し、新作ダウンジャケットを発表した。 なお、ゴルフ用セカンドラインの「RLX GOLF」だけは存続している。
- RUGBY （ラグビー）
2004年10月に登場。Polo by Ralph Laurenの弟分にあたる低価格ライン。メンズとレディースのヤング（16歳〜25歳）が対象。2010年9月に日本に初上陸。2013年2月2日をもって終了。日本にあった2つの店舗は、「RUGBY RALPH LAUREN NAGOYA」が2013年1月28日で閉店。原宿の「RUGBY RALPH LAUREN CAT STREET」は延長営業を経て同年6月30日に閉店し、跡地にはRRLの日本初となるフラッグシップストア「RRL表参道」が同年11月14日にオープンした。
- Black Label （ブラック レーベル）
富裕層向けの高級ライン。但しPurple Labelよりは下位に当たる。2005年に登場。モダンでイタリアンテイスト。布タグは黒地で、表記は白文字で「RALPH LAUREN」のみ。しかし2つのラグジュアリーライン（Purple LabelとBlack Label）の類似性が顧客の中で混乱を招いていることを鑑みて、2015年にBlack Labelは、メンズがPurple Label、レディースがRALPH LAUREN COLLECTIONに統合されて終了した。
  - RALPH LAUREN DENIM （ラルフ ローレン デニム）
Black Labelのデニムラインとして2011年秋に登場。
- AMERICAN LIVING （アメリカン リビング）
ラルフ・ローレンとアメリカの老舗デパート「J.C.ペニー」によるコラボブランド。2008年に登場。
- DENIM & SUPPLY （デニム アンド サプライ）
2011年に登場。若い世代向けのカジュアルライン。2012年9月29日に原宿のキャットストリートに日本初（世界では2番目）となるフラッグシップストアがオープン。2017年夏に「POLO RALPH LAUREN」に集約されて終了。キャットストリートのフラッグシップストアも同年7月23日で閉店した。跡地には同年9月8日に「POLO RALPH LAUREN CAT STREET」がオープン。

### 終了したメンズオンリー
- CHAPS RALPH LAUREN （チャップス ラルフ ローレン）
ラルフ・ローレンの低価格な大衆向けディフュージョン・メンズラインとして1978年に登場。ターゲットは18歳～44歳の男性。当初は「RUGBY RALPH LAUREN」の名前でスタートする予定だったが、土壇場でRUGBYの名称に使用権の問題が発生。やむなく「CHAPS RALPH LAUREN」に変更して立ち上げられた。しかし、やがて縫製工場との間で縫製代をめぐって争いが生じ、それが原因で赤字となっていた。当時、CHAPSの社長はラルフ・ローレンではなかったが、この事態に気付いたラルフ・ローレンは問題を起こしていた社員たちを即解雇。信頼していたCHAPSの社長も退いていった。 その後、CHAPSはブランド自体は存続しているものの、ラルフとの関係はライセンス契約となり、ラルフ・ローレンの社外ブランドという扱いになった。やがてそのライセンス契約も終了してブランド名がただの「CHAPS」となり、ラルフとの関係は無くなった。 なお、ラルフ・ローレンが当初使用したかった「RUGBY」の名称はその後、使用権の問題を解決し、2004年10月に改めて立ち上げられた。
- Polo Western （ポロ ウェスタン）
1978年に登場。1988年にPOLO COUNTRYに引き継いで終了。
- POLO COUNTRY （ポロ カントリー）
通称：ポロカン。カントリー調のクラシックライン。1988年に登場し、1993年にRRLに引き継いで終了。2010年秋、2016年、2018年秋など、散発的に復活することがある。
- BLAIRE、BLAKE、RL WORKSHIRT、WHITFIELD、YARMOUTH
いずれも1980年代後半〜1990年代前半にPolo by Ralph Laurenラインで展開されていた長袖ボタンシャツシリーズの型番。
- ADAMS、ANDY CAMP、BONNARD、CALDWELL、CAMBRIDGE、CLAYTON、VINTAGE CALDWELL、VINTAGE CAMPなど
いずれも1980年代後半〜1990年代前半にPolo by Ralph Laurenラインで展開されていた半袖アロハシャツシリーズの型番。CALDWELLシリーズのみ、アロハだけでなく無地なシャツもあり、ポニーロゴが胸ではなく右下の裾に縫われている（一部、左下の裾に縫われているものや、ポニーロゴ自体が無いものもある）。
- The Big Shirt（ザ ビッグ シャツ）、および、The Big Oxford（ザ ビッグ オックスフォード）
1980年代後半〜1990年代前半にPolo by Ralph Laurenラインで展開されていたシャツシリーズ。The Big Shirtシリーズではポロシャツとデニムシャツ、The Big Oxfordシリーズではオックスフォードシャツを販売していた。大きめなサイズのルーズなシルエットがストリートで人気を博し、「ビッグポロ」という通称で親しまれた。 いずれも左胸に胸ポケットが付いているため、本来は左胸に縫われるはずのスモールポニーロゴは、右脇腹の一番下の裾部分にさり気なく刺繍されていた。（胸ポケットが付いていないものもあり、その場合は通常通り左胸にスモールポニーロゴが縫われている）
- The Big Chino （ザ ビッグ チノ）
通称：ビッグチノ。1980年代後半〜1990年代前半にPolo by Ralph Laurenラインで展開されていた、太めのシルエットのチノパンシリーズ。
- POLO TENNIS （ポロ テニス）
Polo by Ralph Laurenのテニス用サブライン。

### 終了したレディースオンリー
- Ralph Lauren WESTERN WEAR （ラルフ ローレン ウェスタン ウェア）
Polo Westernのレディースライン。RALPH LAUREN COUNTRYに引き継いで終了。
- RALPH LAUREN COUNTRY （ラルフ ローレン カントリー）
POLO COUNTRYのレディース版で、カントリー調のクラシックライン。1993年にRRLに引き継いで終了した。
- RALPH LAUREN SPORT （ラルフ ローレン スポーツ）
POLO SPORTラインの中にも最初はレディースものがわずかに存在したが、こちらはPOLO SPORTのレディース版として特化したライン。なお、当初のライン名は「RALPH LAUREN POLO SPORT」→「POLO SPORT SPORTSWOMAN」。
- Ralph RL Lauren （ラルフ アールエル ローレン）
- RALPH LAUREN （ラルフ ローレン）
2002年に登場。Polo by Ralph Lauren（通称：Blue Label）のレディースラインに当たり、布タグも紺色だったため、当ラインもブルーレーベルと呼ばれていた。但しライン名に「Polo」の文字が入っていないため、商品にもポニーのロゴマークが入っていないものが多かった。2015年にPolo by Ralph Laurenと共に「POLO RALPH LAUREN」ラインに集約されて終了。
  - THE SKINNY POLO （ザ スキニー ポロ）
RALPH LAURENラインで展開されていたレディースのスリムフィットのポロシャツシリーズ。こちらは全てにポニーロゴが使用されている。
- RALPH （ラルフ）
1999年にレディースライン「LAUREN」のセカンドラインとして登場。
- LRL LAUREN JEANS COMPANY （エルアールエル ローレン ジーンズ カンパニー）
POLO JEANS COMPANYのレディースラインであり、LAUREN PETITEのサブライン。
- L-RL LAUREN ACTIVE （エルアールエル ローレン アクティブ）
LRL LAUREN JEANS COMPANYの後継ライン。

### 終了したキッズ
- POLO BOYS （ポロ ボーイズ）
1978年に登場した男児向けライン。

### ベビー
- Ralph Lauren Baby （ラルフ ローレン ベイビー。0～24ヶ月の幼児が対象）

### ホーム
家具、雑貨、生活用品など。
- RALPH LAUREN Home （ラルフ ローレン ホーム。1983年に登場）

### 代表的なロゴやデザイン
数字、アルファベット順。 ★マークはマイケル・タピアによるロゴデザイン。
- 2016 U.S. Ryder Cup （RLX GOLFにて2016年に展開）
- 2018 U.S. Ryder Cup （RLX GOLFにて2018年に展開）
- 2500 （ヨットの絵柄が特徴）
- A³、および、AMERICA³ ★
- ALPINE （アルパイン）★
- バイクシリーズ

1. 35th Anniversary （ラルフ・ローレンの35周年記念として2002年に登場。ラルフ・ローレン会長がアメリカ国旗模様のバイクに乗っているデザイン）
2. RL 0.6067 （通称：Ducati。デザインはスピードメーター×赤色のバイク×ライダーと、スピードメーター単体の2種）

- BLACKWATCH POLO TEAM （ブルーレーベルにて展開）
- BLEECKER （ブルーレーベルにて展開）
- CARIBBEAN AIRWAYS 5-711 （飛行機がデザインされたスイムウェアとしてブルーレーベルで展開）
- CHIEF HEAD （インディアンの酋長の横顔）
- CIRCLE P （POLO SPORTラインにて展開）★
- CIRCLE SKI ★
- CLIMB （クライム）★
- クッキーパッチ （円形ロゴ。1980年代後半に登場）
- CP RL-67 ★
- CP RL-92 ★
- CP RL-93 （通称：クサ。「POLO-93」、「US-93」などの文字が使われたものも少数ある。ブルーレーベルとPOLO COUNTRYラインで展開）★
- CREST
- CROSS FLAG （1987年〜1988年にブルーレーベルで展開）
- Cruise Classic （ブルーレーベルにて展開）
- Cycle ★
- Cycle & Climb （サイクリストと雪山登山者の絵柄と、「POLO」のロゴがデザインされている）★
- GOLF OPEN ★
- GRAND CANYON NATIONAL PARK （ブルーレーベルで展開。CHIEF HEADのデザインも添えられている）
- GUIDEシリーズ （ブルーレーベルにて展開）

1. RL GUIDE
2. CANYON TRAIL GUIDE （チーフヘッド柄）
3. RAFTING GUIDE

- KAYAK ★
- K-SWISS ★

1. 19 RLPC 34
2. All American、および、ALL-AMERICAN
3. NEW YORK
4. POLO
5. POLO SPORT RALPH LAUREN
6. RRL
7. USA （五輪マーク入り）
8. U.S.A. （五輪マークなし）
9. U.S.A. RL1934PC
10. アメリカ国旗模様のみで文字が無いもの
11. 三ツ星 （CHAPSにて展開）

- モナコグランプリシリーズ （いずれもレーシングカーのデザイン）

1. PRL Nautique （ブルーレーベルにて展開）
2. 5è （2016年にブルーレーベルで展開。アパレルと同デザインのスイムウェアも存在）
3. 5ème （ブルーレーベルにてスイムウェアのみの展開）
4. 6ème （ブルーレーベルにて展開。スイムウェアも存在したが、アパレルとはデザインが別）
5. MONTE CARLO COURSES AUTOMOBILE （2017年秋冬モデルとしてパープルレーベルで展開）

- NORTH RIVER WHITE WATER （1993年にブルーレーベルよりラガーシャツで展開）
- OPEN65 OFFSHORE RACING、および、P-15 USA
- P-15 OFFSHORE SAILING TEAM （ブルーレーベルで展開）
- P28、および、U.S.A.1928 （ブルーレーベルにて展開）
- P-93 RLPC67 ★
- PENNANT （三角旗のデザイン）

1. RYC
2. R.L.P.C.
3. R.L.P.C.-YACHT CLUB-

- POLICE BADGE （POLO SPORTラインにて展開）★
- POLO 1992 ★
- POLO 1993 （通称：クサ）★
- POLO 1994 ★
- POLO 2000 ★
生産期間は1993年のみ。Polo by Ralph LaurenラインとPOLO SPORTラインにて展開。最初は同年の夏モデルとして「POLO 2000」のロゴで登場。そして同年秋モデルにて「RL 2000」のロゴに改められた。
- POLO 25 SUMMER OUTING '92
ラルフ・ローレンの25周年記念として1992年にブルーレーベルで展開。アメリカ国旗の上にラルフ・ローレン会長の顔のデザイン。
- POLO☆BALL （ブルーレーベルにて赤色のサテンスタジャンを製作）★
- POLO BASKETBALL （ブルーレーベルにてスタジャンとバスケジャージを製作）★
- POLO BEAR （テディベアの絵柄。同キャラクターは、マリンブランド「ヘリー・ハンセン」の衣類でも「ヘリー・ベア」として使用されていた）
  - NATIONAL PARK （POLO BEARの中の一種。ブルーレーベルにて展開）
- POLO CHAMPIONSHIP / MARATHON （2019年夏モデルにて登場。ランナーの絵柄。ブルーレーベルにて展開）
- Polo Club
旧タグ時代のブルーレーベルにて少量展開。PoloとClubの文字の間には2連ポニーが描かれている。上野衣料株式会社が展開する日本のアパレルブランドの「Polo Club」とは全くの無関係。
- POLO EQUESTRIAN （乗馬のデザイン。ブルーレーベルにて展開）
- POLO FL 90 ★
- POLO FL-92 ★
- POLO FL-93 ★
- POLO HI TECH ★

1992年から1993年にかけて、Polo by Ralph LaurenとPOLO COUNTRYラインのコレクションとして発表。POLO SPORTラインに似たテイストを持っていた。
- POLO MOTOR OIL （オイル缶のデザイン。POLO SPORTにて展開）★
- POLO OFFSHORE SAILING TEAM （ブルーレーベルで展開）
- POLO PICTURES COLORADO KID SUMMER OUTING 88 （ラルフ・ローレン会長の顔のデザイン。1988年にブルーレーベルで展開）
- POLO PONY （ポロポニー）

別名：ポロプレイヤー、ポニーロゴ、プレイヤーロゴ。略称：PP。1971年に初登場。ロゴ刺繍は900もの細かいステッチで構成されている。
1. スモールポニー （小さい通常サイズのポロプレイヤーロゴ）
2. ミドルポニー （中間サイズのポロプレイヤーロゴで、普及されている数は少ない）
3. ビッグポニー
ビッグサイズのポニーで、スモールポニーの3倍以上の5インチ（13 cm）のポロプレイヤーロゴ。偽物が数多く出回っている。また、「ビッグポロ」という呼び方をされてしまうことがよくあるが、これは誤用。 正確な「ビッグポロ」は、1980年代後半〜1990年代前半に展開されていたシャツシリーズの通称（下記に詳述）。
4. ダブルポニー 
別名：2連ポニー。ポニーが2頭並んだ大きめのロゴ。2000年代の末期に初登場
5. トリプルポニー
別名：3連ポニー。ポニーが3頭並んだ大きめのロゴで、単色ではなくカラフルな刺繍が基本パターンだが、単色のものもある。2000年代の末期に初登場。
6. マルチポニー
単色ではなく複数の色の糸で縫われたカラフルなポロプレイヤーロゴ。また、単色かカラフルかは問わず、複数のポロプレイヤーロゴが等間隔に散りばめられた総柄デザインもマルチポニーと呼ばれる。

ミドルポニーとビッグポニーは、2005年にラルフ・ローレンがテニスのUSオープンの公式ユニホームに採用された際に初登場。 また、日本のラルフ・ローレン正規店で販売している商品は、アメリカからの並行輸入品に比べて品質管理、検品基準が非常に厳しく、このポニーロゴの刺繍一つだけでもチェック項目が十数個も存在する。
- POLO PRO （1996年から1997年にかけてリリースされたスケートボードマークのロゴ）★
- POLO SPORTSMAN
ブルーレーベル、POLO COUNTRY、POLO SPORTライン内にて展開されていたアウトドアシリーズ。鹿、魚、熊、鳥、犬、ルアーマンなどの絵柄が使用された。
  - OUTDOORSMAN （POLO SPORTSMANシリーズの一つ。ブルーレーベルにて展開）
- POLO STADIUM 1992 Javelin （1992年にブルーレーベルで展開。やり投げ選手の絵柄が特徴）★
- POLO SUMMER （1992年の夏にブルーレーベルで展開）
- POLO USA ★
- PRL 67 ★
- PRL CHAMPIONSHIP （ダーツ盤のデザイン。ブルーレーベルにて展開）
- PRL CLUB （ブルーレーベルにて展開）
- P.R.L. GOLF CLUB （ブルーレーベルにて展開）
- PSFC POLO SPORT RUGBY （復活していた時期のPOLO SPORTにて展開）
- P WING ★
1992年に、バルセロナオリンピックのアメリカ代表チームの公式ユニフォームとして登場。Polo by Ralph Laurenラインの一部。「P」の文字の上にWING FOOT（羽が生えた裸足の絵が重なっているデザイン）が重なったもの。赤版と青版の2種。
- R89 （ヨットの絵柄が特徴）
- RACING （1992年に登場）★
- RAFTING CLUB ★
- Ralph's Coffee
- RECON TEAM （ブルーレーベルにて展開）

1. 三角旗に錨マーク （2種）
2. 四角い旗にバツ印と「RL PC-10」のロゴ

- RIVIERA ITALIA ★
- RL 2000 （詳細は上記のPOLO 2000と同じ）★
- R32 （ブルーレーベルにて展開）
- RL-67 ★
- R.L.P.C. （ブルーレーベルにて展開。クロスラケットマークが一緒にあしらわれている場合もある）
- RLX限定展開シリーズ

1. 712 RLX （2012年に展開。丸型と、丸みを帯びた三角型の2種のワッペンが存在）
2. 716 RLX （2016年に展開。丸型と、丸みを帯びた三角型の2種のワッペンが存在）
3. S/12、および、ITA12 （2012年に展開。イタリア国旗マーク）
4. S/12、および、SUI12 （2012年に展開。スイス国旗マーク）
5. S/12、および、USA12 （2012年に展開。アメリカ国旗マーク）
6. USA16 （2016年に展開。アメリカ国旗が特徴）
7. WORLD CUP MOUNTAIN BIKE TEAM

- RLYC （RALPH LAUREN YACHT CLUBの略。ヨット柄のアイテム）★
- Rod and Gun Club （ブルーレーベルにて展開）
- RODEO STATE FAIR （カウボーイの絵柄。ブルーレーベルにて展開）
- RPL ★
- RPL 91 ★
- SAILING （1993年）★
- Sailing Boat （ブルーレーベルにて展開）
- SCRIBBLE （Polo Ralph Lauren Corporationを表す「P」「R」「L」「C」の4つの文字を重ねたもの）
- スクリプトロゴ
- SKIシリーズ

1. DOWNHILL SKIER （1987年に登場）
2. SKI MAN （通称：SUICIDE SKI）
3. JUMP SKIER （1989年〜1990年に展開）
4. SKI 92 POLO ACTIVE ★
5. GHOST SKI ★
6. POLO 04 SKI performance （2004年にブルーレーベルで展開）
7. POLO 92 PRL1

- SLAM （テニス選手の絵柄。ブルーレーベルにて展開）★
- SNOW BEACH ★
- SPORT P （POLO SPORTラインにて展開）★
- STADIUM 1992 ★
- サーフシリーズ

1. EAST END SURFING MAIN BEACH （ブルーレーベルからリリース）
2. POLO BEACH CLUB
ブルーレーベルとPOLO SPORTラインからリリース。ロブスターの絵柄が特徴。ヤシの木がデザインされた物もあった。
3. POLO SURF CLUB HAWAII
ブルーレーベルとPOLO SPORTラインからリリース。ハイビスカスの花がデザインされていた。
4. POLO SURFING GEAR （POLO SPORTラインからリリース。サーフボードのデザインが特徴）
5. Ralph's SUN AND SURF （DENIM&SUPPLYからリリース。その名の如く、太陽を背にしたサーファーの絵柄）
6. RALPH'S Surf Club （ブルーレーベルからリリース）
7. SURF CAST （ブルーレーベルからリリース。魚の絵柄が特徴）
8. SURFING CONTEST （POLO JEANSラインからリリース）
9. SURF RESCUE （ブルーレーベルからリリース。サーファーの絵柄が特徴）
10. U.S.A. TEAM SURF （POLO JEANSラインからリリース）

- TIGER （猛虎の顔。POLO SPORTとブルーレーベルにて展開）★
- TRACK and FIELD （2019年夏モデルにて登場。槍投げ選手の絵柄。ブルーレーベルにて展開）
- TRACK MEET （2019年夏モデルにて登場。ジェシー・オーエンスがモチーフ。ブルーレーベルにて展開）
- TREK （ブルーレーベルにて展開）
- UNI BADGE （ユニバーサルバッジの略称。1980年代半ばから後半。PONYロゴ版とRLロゴ版の2種）
- USA ★
- US OPEN
- US OPEN 2006 （2006年にブルーレーベルにて展開。テニスボールのデザインが特徴）
- US-POLO ★
- WAVE ★

### 偽物・模倣ブランドによる問題点
ラルフ・ローレンの商品だと偽った偽物も世界中に普及しており、特に近年ではビッグポニーロゴの商品に多く見られる。 そういうものは、ポニーの刺繍や、刺繍の裏側が雑であったりする。
なお、タグ部分に「ポロ ラルフ ローレン（株）」、「ラルフ・ローレン・ジャパン」、「オンワード樫山」、「ナイガイ」、「インパクト21」、「パートナー21」、「アクティ21」、「ダーバン」、「市田株式会社」、CHAPS RALPH LAURENの場合には、「全紳連（全日本紳士服工業組合連合会）」、「日登美株式会社」、「トレンザ株式会社」といった日本の代理店名が表記されていれば、正規品だと判断できる材料になる。
しかし、中には代理店名までタグにコピー表記してある悪質な偽物も存在する。但しその場合は代理店名のみの表記であり、住所や電話番号まではタグに表記されていない。偽物の販売店に対する摘発も世界各国で行われており、国や時期によっては一斉検挙活動も実施されている。
また、偽物以外にも、ラルフ・ローレンの商品によく似ていて仲間かと混同されがちなブランドが、以下の様に複数存在するが（アルファベット順）、いずれもラルフ・ローレンとは全く関係が無い。
ABC SPORTSWEAR、ABC USA SPORTSWEAR、ASCOT PARK POLO CLUB、BHPC（BEVERLY HILLS POLO CLUB）、BHPC SPORT、C.U.P.C（CAMBRIDGE UNIVERSITY POLO CLUB）、GIORDANO POLO、Great Polo Sports Club、HOLLYWOOD POLO、Hunt Club、KRT（Knights of Round Table）、MARCHIN、Mr.SAMURAI、PIA SPORTS、PIER POLO、Polo（ラルフ・ローレンのブルーレーベルと同じ紺色の布タグを使いながらも「Polo」としか表記の無いもの）、POLO BCS（正式名：POLO BRITISH COUNTRY SPIRIT）、POLO BROTHERS、Polo by Royal Ralph、Polo Club（上野衣料株式会社が展開する日本のブランド。ラルフ・ローレンとは幾度も裁判に発展している）、POLO GROUND。

## LO LIFE
ロー・ライフ。「Lauren Life」を意味し、ラルフ・ローレンの衣類を熱狂的に愛好し、全身の95％以上をラルフでコーディネートする集団の通称。正式名は「The Lo-Lifes」。ブルックリン区のSt John’s地域の住人による「United Shoplifters Association」（通称：Polo U.S.A.、別名：Polo Cliques）と、同じくブルックリンのMarcus Garvey Villageというアパートの住人による「Ralphie's Kids」（別名：Get Money Crew）と呼ばれた2つの窃盗集団が1つになり、1988年に発足。創設者はRack-Lo。
ラルフ・ローレンを「流行り」ではなく「生活」の一部としており、レアなアイテムの披露会、交換会、ベストドレッサー選考会などを行っている。体にポニーロゴやLO LIFEロゴなどのタトゥーを入れている者も居る。
彼らが所有するアイテムの多くは、1980年代～1990年代前半のアメリカにて、高額なラルフ・ローレンの商品を買えなかった若者たちが、メイシーズ（MACY'S）をはじめとする百貨店で万引きを繰り返していた当時に入手されたものである。ローライフの面々は、盗んだ衣類を売り払ったり、戦利品と称して自ら着用していた。これがきっかけで、ラルフ・ローレンというブランドがアメリカの若者の間で注目されるようになった。ローライフの存在が無ければ、ラルフ・ローレンがストリートカルチャーでこれほどまでに流行る事は無かったと言われている。
ローライフはその後、服を寄付するチャリティイベントなどを行う社会団体として活動するようになった。
2005年公開の映画『JUST FOR KICKS』にも、LO LIFEのアメリカ白人男性が出演している他、ニューヨークのヒップホップクルー「Timeless Truth」の面々もLO LIFEを売りにしている。 また、日本にもLO LIFEの支部があり、アメリカからラルフ・ローレンのアイテムを持ち帰って来て活動している。
2016年、ラルフ・ローレンにインスパイアされたデザインを施したLO LIFEのオリジナルブランドをスタート。
2019年1月19日にタイムズスクエアで開催されたRACK LO主催のポロファッションバトル「LO GOOSE ON THE DEUCE」では、頭からつま先までのコーディネート部門「Head to Toe」に、日本からモーターサイクルクラブ「Urban Ryders M.C.」の代表・Yu-tangが参戦。自身のバックボーンであるモータースポーツをテーマにしたコーディネートで、日本人初となる優勝を果たした。